# Astarta północna
Astarta północna (Astarte borealis) – gatunek małża z rodziny astartowatych (Astartidae). Występuje w Oceanie Arktycznym oraz w północnych częściach Atlantyku (wzdłuż wybrzeży Ameryki Północnej i Europy, również w Morzu Bałtyckim) i Pacyfiku (po Aleuty i Japonię). Spotykany zarówno w wodach płytkich (od 2 m), jak i głębokich (do 3000 m p.p.m.).
Długość muszli do 3 cm, w morzach pełnosłonych do 4,5 cm.